# 케이 존슨
케이 존슨(영어: Kay Johnson, 1904년 11월 29일 ~ 1975년 11월 17일)는 미국의 배우, 연극 배우, 영화 배우이다.

## 출연 작품

### 영화
- 빌리 더 키드 (1930년)
- 다이너마이트 (1929년)